# Bromus tomentellus
Bromus tomentellus là một loài thực vật có hoa trong họ Hòa thảo. Loài này được Boiss. mô tả khoa học đầu tiên năm 1846.